# Craig Drake
Craig Drake es un deportista estadounidense que compitió en remo. Ganó dos medallas en el Campeonato Mundial de Remo, bronce en 1976 y plata en 1979.

## Palmarés internacional
| Campeonato Mundial | Campeonato Mundial | Campeonato Mundial | Campeonato Mundial      |
| Año                | Lugar              | Medalla            | Prueba                  |
| ------------------ | ------------------ | ------------------ | ----------------------- |
| 1976               | Villach (Austria)  | Medalla de bronce  | Ocho con timonel ligero |
| 1979               | Bled (Yugoslavia)  | Medalla de plata   | Ocho con timonel ligero |